# Hypogeomys antimena
Il ratto gigante malgascio o votsovotsa (Hypogeomys antimena  A. Grandidier, 1869) è un roditore della famiglia dei Nesomiidi, unica specie del genere Hypogeomys (A. Grandidier, 1869), endemico del Madagascar.

## Descrizione

### Dimensioni
Roditore di grandi dimensioni, con la lunghezza della testa e del corpo tra 300 e 350 mm, la lunghezza della coda tra 210 e 250 mm, la lunghezza delle orecchie tra 50 e 60 mm e un peso fino a 1,5 kg.

### Caratteristiche craniche e dentarie
Il cranio è grande ma non presenta creste rilevanti, il rostro è prominente, la regione occipitale è ben sviluppata mentre il processo para-occipitale è ispessito ed allungato. Le bolle timpaniche sono molto grandi e rigonfie, i fori palatali sono ampi. Il foro infra-orbitale  è particolarmente ingrandito nella sua porzione superiore mentre l'osso giugale è insolitamente lungo. I molari hanno la corona elevata ed appiattita, la superficie occlusiva è formata da rientranze che donano ai denti un aspetto più o meno prismatico.
Sono caratterizzati dalla seguente formula dentaria:

### Aspetto

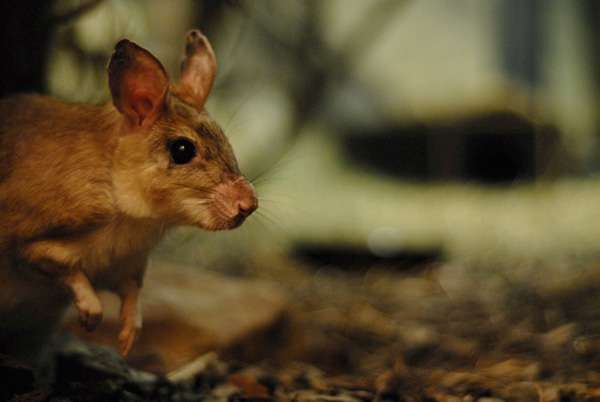
Particolare della testa

L'aspetto è simile a quello di un piccolo coniglio con la pelliccia ruvida. Le parti dorsali variano dal grigio, grigio-brunastro o rossastro, la testa è solitamente più scura, mentre le parti ventrali e gli arti sono bianchi. La testa è grande, il muso è corto e gli occhi sono prominenti. Le orecchie sono molto lunghe, larghe ed appuntite, con la superficie interna priva di pieghe. Il pollice è ridotto, il palmo delle zampe anteriori è provvisto di cinque cuscinetti carnosi. I piedi sono stretti ed allungati, le dita più esterne sono più corte e tutte sono munite di robusti artigli. Le loro piante hanno soltanto quattro piccoli cuscinetti carnosi. La coda è lunga circa quanto la testa ed il corpo, è rivestita di scaglie e cosparsa di corti peli.

## Biologia

### Comportamento
È una specie terricola e notturna, con un'andatura saltatoria e cursoria. Scava tane lunghe fino a cinque metri e profonde con almeno sei entrate. È strettamente monogama e passa la sua vita insieme al compagno e alla sua prole fino alla morte di uno dei due. Questo comportamento sociale, insolito tra i roditori, è probabilmente da attribuire alla necessità da parte dei maschi di proteggere direttamente i propri figli dai numerosi predatori dell'isola e di difendere il proprio territorio dagli altri individui durante tutto l'anno.

### Alimentazione
Si nutre di frutta caduta in terra, di parti vegetali e probabilmente anche di invertebrati.

### Riproduzione
Si riproduce nella stagione delle piogge tra dicembre e marzo. Danno alla luce 1-2 piccoli alla volta almeno due volte nel periodo riproduttivo dopo una gestazione di 102-138 giorni. Alla nascita pesano fino a 250 g e abbandonano i nidi soltanto dopo 4-6 settimane quando vengono svezzati. I maschi raggiungono la maturità sessuale dopo un anno mentre le femmine dopo due.

## Distribuzione e habitat
Questa specie è presente in due piccole zone costiere del Madagascar occidentale, dal fiume Tomitsy a sud fino al fiume Mondoatra a nord e da questo fino al fiume Tsiribihina. In passato si estendeva a sud fino al fiume Morondava.
Vive nelle zone costiere sabbiose e nelle foreste decidue secche tra 60 e 100 metri di altitudine.

## Conservazione
La IUCN Red List, considerato l'areale inferiore a 200 km² e severamente frammentato, il continuo declino nell'estensione e qualità del proprio habitat, la diminuzione nel numero di esemplari maturi a causa della caccia e di epidemie locali, classifica H.antimena come specie in pericolo critico (CR).
Recentemente il Durrell Wildlife Conservation trust ha avviato un progetto per la sua riproduzione in cattività e la protezione in natura con risultati incoraggianti.